# Paramathma
Paramathma è un film del 2011 diretto da Yogaraj Bhat.

## Colonna sonora
1. Tippu – Yaavanig Gothu? – 3:42
2. Sonu Nigam – Paravasha Naadenu – 3:56
3. V. Harikrishna – Kathlalli Karadige – 4:43
4. V. Harikrishna – Hesaru Poorthi – 3:29
5. Shreya Ghoshal – Thanmayalaadenu – 4:18
6. V. Harikrishna – College Gatally (Chombeshwara) – 4:09